# Restrepia flosculata
Restrepia flosculata (Luer (1982)) es una especie de orquídeas de la familia de las Orchidaceae.

## Hábitat
La planta se encuentra en el bosque nublado de Colombia y Ecuador en elevaciones de 1200 a 1800 m s. n. m.

## Descripción
Es una planta entre pequeña y mediana, crece en climas cálidos y frías, epífita  con erecto  ramicauls basales, envueltos en 6 a 8 vainas, delgadas, blanquecinas, sueltas, oblicuas, comprimidas, con manchas marrones, algo imbricadas con una sola hoja apical, erecta, coriácea, aovada y aguda, en términos generales base redondeada y peciolo retorcido  en la base de la hoja que florece en el otoño y el invierno en una delgada inflorescencia de 2 a 2,8 cm de largo, con una única inflorescencia de flores con 1.5 cm de ancho, que surgen  en la parte posterior de la hoja y con una delgada, tubular bráctea floral.

## Nombre común
- Español: Restrepia de flores pequeñas.
- Inglés: The Small Flowered Restrepia

## Sinonimia
- Restrepia flosculata subsp. picta (H. Mohr & Herzum) H. Mohr 1996
- Restrepia flosculata var. pallens H. Mohr & Herzum 1993
- Restrepia flosculata var. picta H. Mohr & Herzum 1993[2]